# Зона проводимости

Упрощённая зонная структура полупроводника и диэлектрика при нулевой абсолютной температуре с изображением нескольких дополнительных зон помимо валентной зоны и зоны проводимости. Уровень Ферми на рисунке обозначен.

Диаграмма заполнения электронных уровней энергии в различных типах материалов в равновесном состоянии. На рисунке по высоте условно показана энергия, а ширина фигур — плотность состояний для данной энергии в указанном материале.
Полутона соответствует распределению Ферми — Дирака (черный — все состояния заполнены, белый — состояние пустое).
В металлах и полуметаллах уровень Ферми находится внутри, по меньшей мере, одной разрешённой зоны. В диэлектриках и полупроводниках уровень Ферми находится внутри запрещённой зоны, но в полупроводниках зоны находятся достаточно близко к уровню Ферми для заполнения их электронами или дырками в результате теплового движения частиц.

Зо́на проводи́мости — в зонной теории твёрдого тела первая зона, целиком или большей частью расположенная над уровнем Ферми. Является энергетически разрешённой для электронов зоной, то есть доступным для электронов диапазоном энергий, в полуметаллах, полупроводниках и диэлектриках.
Нижний край зоны проводимости называется её дном. Энергия дна обозначается {\displaystyle E_{c}} (от англ. conduction (c-) band). Вопрос о численном значении {\displaystyle E_{c}} неактуален, так как существенна только разница между энергией этого края и энергией других выделенных уровней (уровня Ферми {\displaystyle E_{F}}, верхнего края валентной зоны {\displaystyle E_{v}} и др.).
Аналогом энергии нижней границы зоны проводимости в молекулярных системах (кластерах) является энергия нижней свободной молекулярной орбитали (англ. lowest unoccupied molecular orbital (LUMO)). При переходе от объёмного материала к системе из единичных атомов край {\displaystyle E_{c}}, как правило, поднимается относительно {\displaystyle E_{F}}.

## Зона проводимости в твёрдых телах
Соположение края (дна) зоны проводимости {\displaystyle E_{c}} и края (потолка) валентной зоны {\displaystyle E_{v}} в значительной степени определяет свойства материала — в том числе его электропроводность. Это соположение становится критерием классификации твёрдых тел, рассматриваемой ниже. Высокая плотность электронов в зоне проводимости способствует снижению сопротивления данного материала.

### Металлы
В металлах валентная зона перекрывается с зоной проводимости, формально в металлах запрещённая зона имеет отрицательную ширину, поэтому в них даже при абсолютном нуле температуры имеются электроны в зоне проводимости, что обусловливает их электропроводность и при абсолютном нуле температуры (0 К).

### Полуметаллы
В полуметаллах валентная зона и зона проводимости частично перекрываются, но плотность состояний в диапазоне перекрытия этих зон невелика, поэтому электропроводность при 0 К конечна, но ниже, чем у металлов. Другое сходство полуметалла и полупроводника — увеличение удельной электропроводности при увеличении температуры, в отличие от чистых металлов и практически всех сплавов у которых удельное электросопротивление увеличивается при увеличении температуры.

### Полупроводники и диэлектрики
В полупроводниках и диэлектриках валентная зона и зона проводимости разделены запрещённой зоной, при нулевой температуре состояния в валентной зоне полностью заняты электронами, а в зоне проводимости электроны отсутствуют, поэтому при 0 К эти вещества не проводят электрический ток, так как для движения электронов под действием электрического поля необходимо изменение состояния электронов, а все состояния в валентной зоне заняты и электроны не могут изменить своё квантовомеханическое состояние.
При температуре отличной от 0 К часть электронов из валентной зоны из-за теплового движения переходит в зону проводимости, при этом в валентной зоне образуются свободные уровни энергии, покинутые электронами, а в зоне проводимости появляются электроны, поэтому при ненулевых температурах диэлектрики и полупроводники приобретают электропроводность.
С точки зрения зонной теории между диэлектриками и полупроводниками нет принципиального различия и они различаются только по ширине запрещённой зоны, у диэлектриков ширина запрещённой зоны несколько электронвольт, поэтому при не слишком высокой температуре, например, комнатной, в зону проводимости у диэлектриков переходит ничтожная часть электронов и поэтому они имеют очень малую электропроводность в отличие от полупроводников, имеющих заметную  электропроводность при этих же температурах.